# 1161
1161 (MCLXI) fue un año común comenzado en domingo del calendario juliano.

## Acontecimientos
- 9 de marzo: en Sicilia, el conde Tancredo de Lecce y el príncipe Simón de Tarento asaltan el Palacio Real de Palermo, encarcelando a Guillermo I de Sicilia (rey de Sicilia) y a su familia.
- En Navarra, el rey Sancho VI el Sabio funda la villa de Treviño

## Nacimientos
- 13 de octubre: Leonor de Plantagenet, Reina de Castilla de 1170 a 1214.
- Balduino IV, rey de Jerusalén.
- Sancho I de Cerdaña, príncipe de Aragón y Barcelona, conde de Cerdaña desde y Rosellón. Conde de Provenza como tenente entre 1181 y 1184, bajo el reinado de su hermano Alfonso II de Aragón.

## Fallecimientos
- 11 de septiembre: Melisenda de Jerusalén, reina de Jerusalén.
- Magnus Henriksen, rey sueco.